# Ланген Јархов
Ланген Јархов (њем. Langen Jarchow) општина је у њемачкој савезној држави Мекленбург-Западна Померанија. Једно је од 76 општинских средишта округа Пархим. Према процјени из 2010. у општини је живјело 286 становника. Посједује регионалну шифру (AGS) 13060046.

## Географски и демографски подаци
Ланген Јархов се налази у савезној држави Мекленбург-Западна Померанија у округу Пархим. Општина се налази на надморској висини од 35 метара. Површина општине износи 10,8 km². У самом мјесту је, према процјени из 2010. године, живјело 286 становника. Просјечна густина становништва износи 26 становника/km².